# Хајнрихстал
Хајнрихстал (њем. Heinrichsthal) општина је у њемачкој савезној држави Баварска. Једно је од 32 општинска средишта округа Ашафенбург. Према процјени из 2010. у општини је живјело 903 становника. Посједује регионалну шифру (AGS) 9671128.

## Географски и демографски подаци
Хајнрихстал се налази у савезној држави Баварска у округу Ашафенбург. Општина се налази на надморској висини од 436 метара. Површина општине износи 4,5 km². У самом мјесту је, према процјени из 2010. године, живјело 903 становника. Просјечна густина становништва износи 200 становника/km².